# 温多尔尼奥瑟勒什
温多尔尼奥瑟勒什，是匈牙利佐洛州所辖的一个村，总面积10.55平方公里，总人口370，人口密度35.1人/平方公里（2010年1月1日）。